# جورجا (إسبانيا)
بلدية جورجا (بالإسبانية: Gorga)‏, هي بلدية تقع في مقاطعة اليكانتي. جنوب شرق إسبانيا. يبلغ عدد سكانها 250 نسمة.